# 58580 Elenacuoghi
58580 Elenacuoghi este o planetă minoră (asteroid) din centura de asteroizi. A fost descoperită pe 24 septembrie 1997 la  de . 
Obiectul prezintă o orbită caracterizată de o semiaxă mare de 2,2054193744307 UAi, o excentricitate de 0,12164539077565, o înclinație de 7,1636955975131 ° în raport cu ecliptica.